# Amadou Hampâté Bâ
Amadou Hampâté Bâ (n. ianuarie sau februarie 1900 ori 1901 în Bandiagara, Mali – d. 15 mai, 1991 în Abidjan, Côte d'Ivoire) a fost un scriitor, istoric și etnolog din Mali.

## Biografie
Amadou Hampâté Bâ s-a născut prin 1900\1901, într-o familie înstărită de etnie Fula în Bandiagara, cel mai mare oraș din teritoriul Dogon și capitala Imperiului precolonial Masina. La momentul nașterii sale, zona era cunoscută sub numele de Sudanul francez, ca parte a Africii Occidentale Franceze, care a fost înființată oficial cu câțiva ani înainte de nașterea sa. După moartea tatălui său, el a fost adoptat de cel de-al doilea soț al mamei sale, Tidjani Amadou Ali Thiam, din etnia Toucouleur. A urmat mai întâi școala coranică condusă de vestitul Tierno Bokar, înțeleptul din frăția Tijaniyyah, apoi s-a transferat la o școală franceză din Bandiagara, apoi la una din Djenné. În 1915, a fugit de la școală și s-a alăturat mamei sale la Kati, unde și-a reluat studiile.
În 1921, a refuzat intrarea în école normale din Gorée. Ca pedeapsă, guvernatorul l-a numit în Ouagadougou cu rolul pe care l-a descris mai târziu drept „un scriitor temporar precar și revocabil”. Din 1922 până în 1932, a ocupat mai multe posturi în administrația colonială în Volta Superioară, în prezent Burkina Faso, și din 1932 până în 1942 la Bamako. În 1933, și-a luat un concediu de șase luni pentru a-l vizita pe Tierno Bokar, maestrul său spiritual.
În 1942, a fost numit la Institut Français d’Afrique Noire (IFAN — Institutul Francez al Africii Negre) din Dakar, datorită bunăvoinței lui Théodore Monod, directorul acestuia. La IFAN a făcut anchete etnologice și a adunat numeroase tradiții orale. Timp de 15 ani s-a dedicat cercetării, care avea să ducă mai târziu la publicarea lucrării sale L'Empire peul de Macina (Imperiul Fula din Macina). În 1951, a obținut un grant UNESCO, care i-a permis să călătorească la Paris și să se întâlnească cu intelectuali din cercurile africaniste, în special cu Marcel Griaule.
Odată cu independența statului Mali în 1960, Bâ a fondat Institutul de Științe Umane din Bamako și și-a reprezentat țara la conferințele generale UNESCO. În 1962, a fost ales în consiliul executiv al UNESCO, iar în 1966 a contribuit la stabilirea unui sistem unificat pentru transcrierea limbilor africane.
Mandatul său în consiliul executiv s-a încheiat în 1970 și și-a dedicat anii rămași ai vieții cercetării și scrierii. În 1971, s-a mutat în suburbia Marcory din Abidjan, Côte d'Ivoire, și a lucrat la clasificarea arhivelor tradiției orale din Africa de Vest pe care le-a acumulat de-a lungul vieții, precum și la redactarea memoriilor sale (Amkoulel l'enfant peul și Oui mon commandant!), ambele publicate postum. A murit la Abidjan în 1991.

## Lucrări publicate
- L'Empire peul du Macina (1955)

- Vie en enseignement de Tierno Bokar, le sage de Bandiagara (1957)

- Kaïdara, récit initiatique peul (1969)

- L'étrange destin du Wangrin (1973)

- L'Éclat de la grande étoile (1974)

- Jésus vu par un musulman (1976)

- Petit Bodiel (conte peul) et version en prose de Kaïdara (1977)

- Njeddo Dewal, mère de la calamité (1985)

- La poignée de poussière, contes et récits du Mali (1987)

- Kaïdara (1988)

- Amkoullel, l'enfant peul (1991)

- Oui mon commandant! (1994)